# تاریخ آناتولی
این نوشتار به تاریخ سرزمینی می‌پردازد که نام امروزی آن، ترکیه است. ترکیه در جایگاه راهبردی و مهم، جای دارد که در طول تاریخ، تماشاگر رویدادهای بسیاری بوده‌ و مردم و لشکرکشی‌های بسیاری را به خود دیده‌ است.

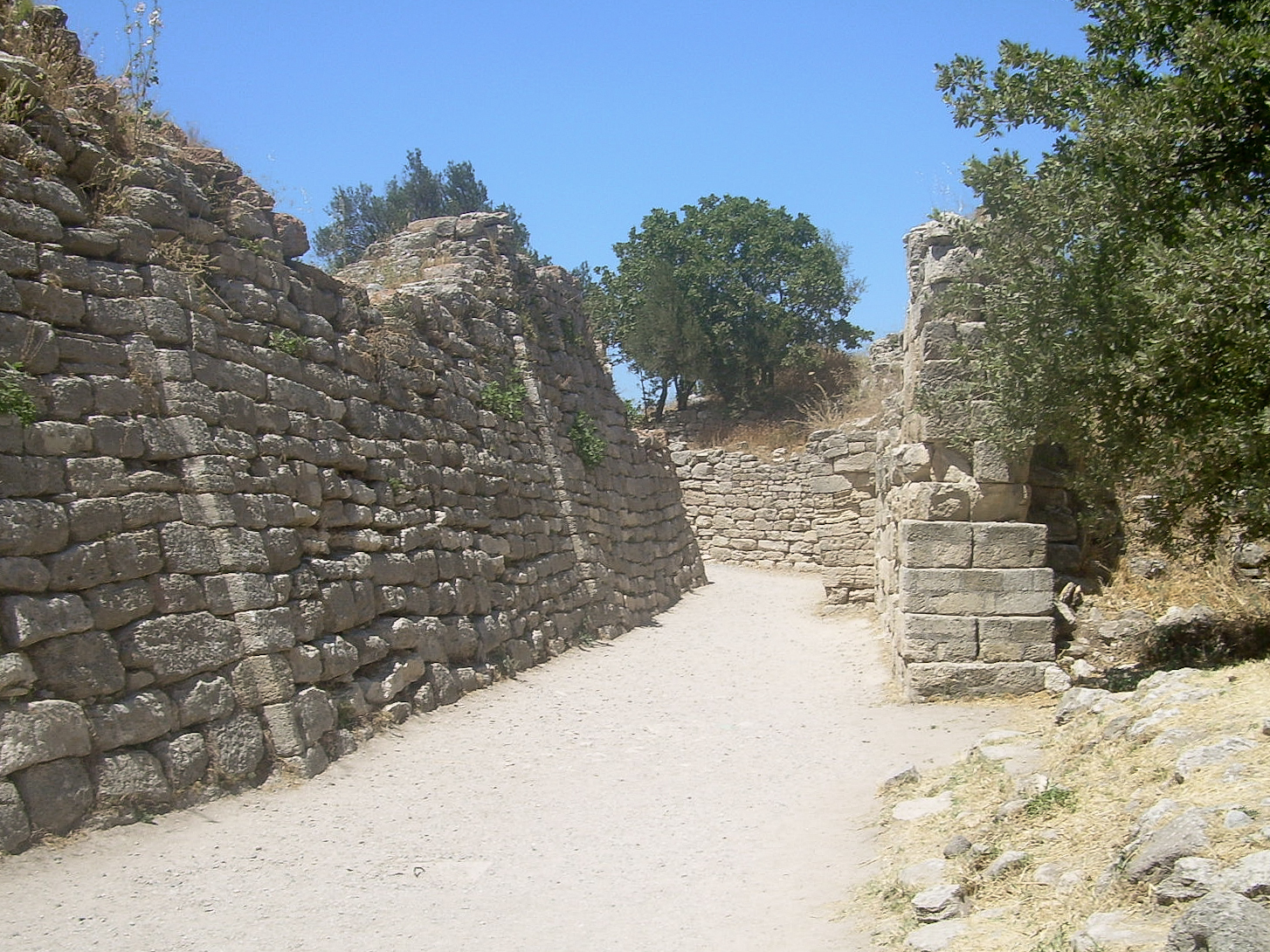
دیوار تروی؛ ۱۲۰۰سال پیش از میلاد

## دوران باستان

مرز پادشاهی لیدیه و ماد

مناطق آناتولی باستان

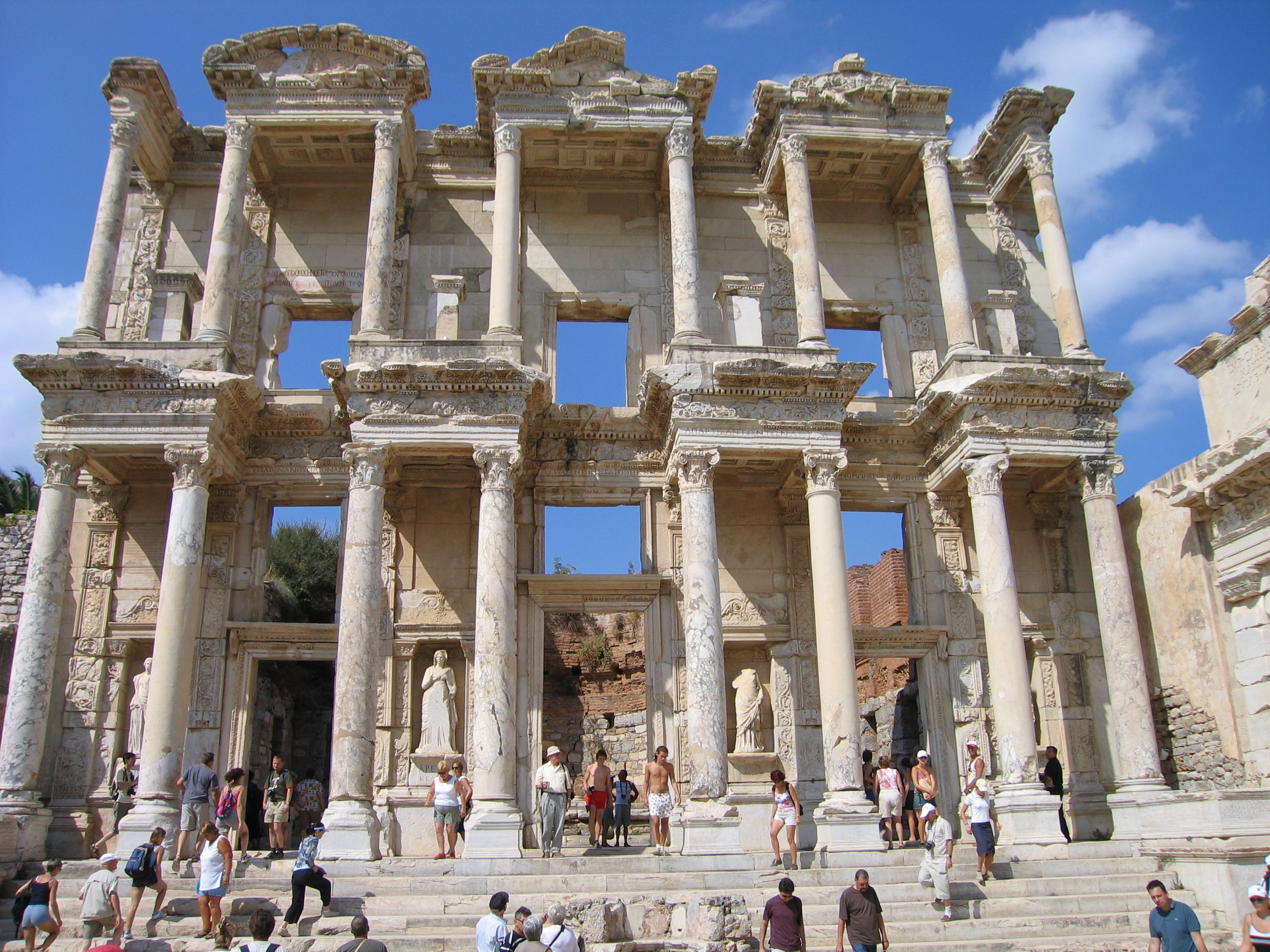
کتابخانه کلاسوس در افاسوس؛ سال ۱۳۵ میلادی

ترکیه کنونی در دوران باستان، زیر فرمانروایی دولت‌شهرهای فراوانی مانند هیتی‌ها، لودیه و ایونیا جای داشت. در دوران مادها خاور ترکیه امروزی در سده شش پ.م. تا حدود رود هالیس (قزل ایرماق کنونی) تسخیر شد. در حدود سال ۵۵۰ پ. م، این دولت‌ها به دست کورش بزرگ هخامنشی ادغام شدند و لودیه و ایونیا زیر فرمانروایی هخامنشیان درآمد. پس از یورش اسکندر در سال ۳۳۳ پ.م. آسیای کوچک (صغیر) به دست سلوکیان افتاد، سپس رومیان جای آن‌ها را گرفتند.

## امپراتوری بیزانس
سپس امپراتوری روم به دلیل گستردگی زیاد دچار سختی و مشکل شد، تا اینکه در سال ۳۹۵ میلادی امپراتور کنستانتین شهر بیزانتیوم (تاریخ استانبول/اسلامبول) را پایتخت خود گذاشت؛ این کار پیش‌زمینهٔ بخش شدن روم به دو بخش خاوری و باختری شد. از آن پس روم شرقی یا امپراتوری بیزانس، ترکیه کنونی را در دست گرفت.
در صده (قرن) ششم میلادی ژوستینیان یکی از امپراتوران بیزانس توانست بر گسترهٔ فرمانروایی خود بیفزاید و به نظر می‌رسید می‌خواست که روم باستان را دوباره بازسازی کند، اما جنگ‌های بیزانس با ساسانیان و سپس مسلمانان، آنان را ناتوان ساخت.
در سال ۴۶۳ هجری قمری، ترکان مسلمان سلجوقی به فرماندهی آلب ارسلان به جنگ با امپراتوری بیزانس شتافتند و در نبرد ملازگرد، سپاه امپراتور بیزانس، رومانوس دیوجانوس را شکست دادند. بدی ترتیب نیمه خاوری ترکیه بدست سلجوقیان افتاد و زمینه برای مسلمان شدن مردم آنجا و نفوذ زبان ترکی به آنجا فراهم شد؛ ولی نیمه باختری ترکیه در دست امپراتوری بیزانس به جای ماند.

## امپراتوری عثمانی

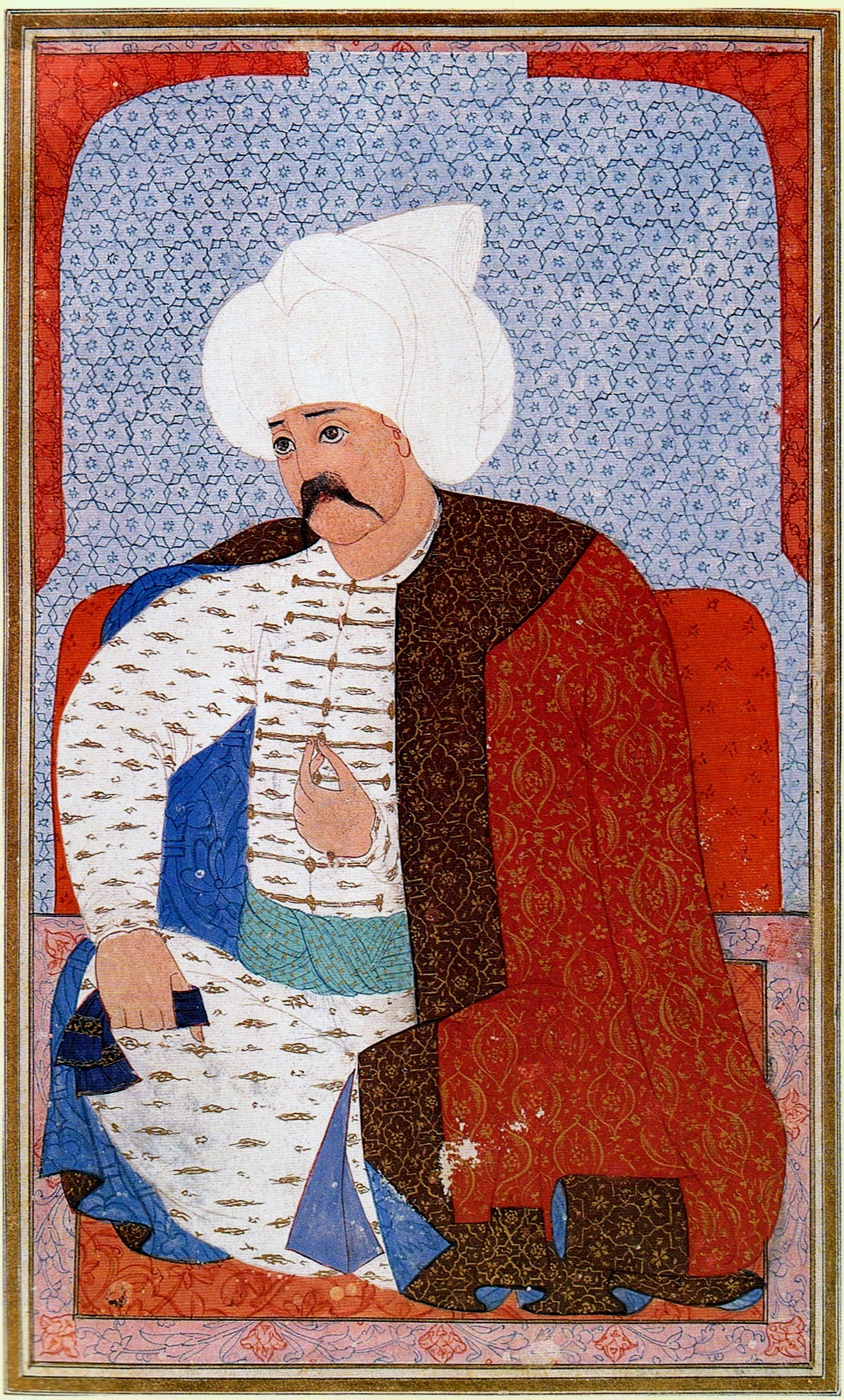
سلطان سلیم یکم (یاووز)

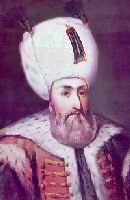
سلطان سلیمان یکم (قانونی)

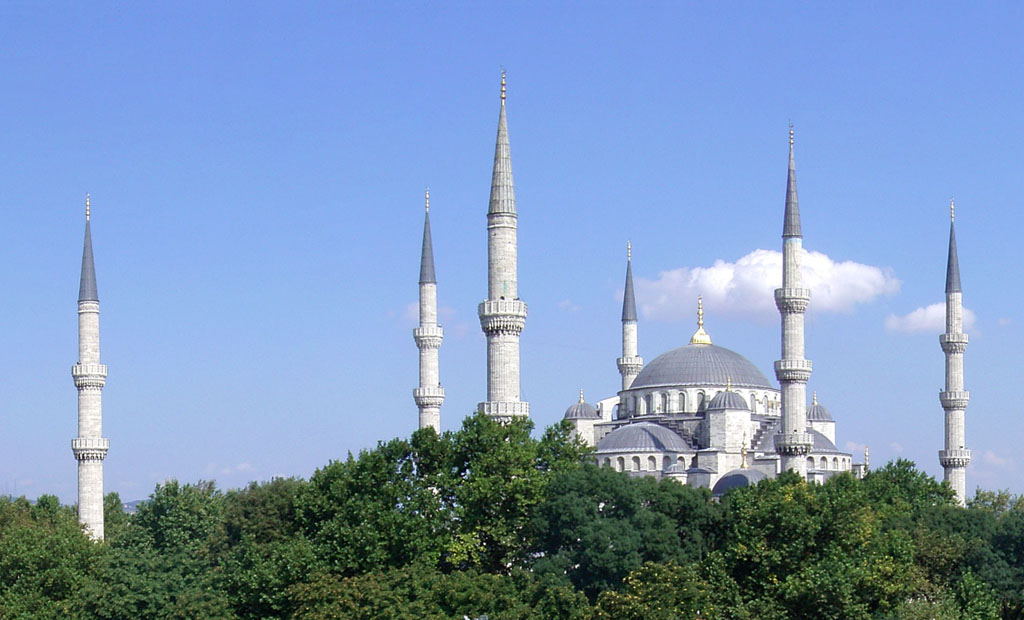
مسجد ایاصوفیه در استانبول

### تأسیس
پیروزی ترکمانان سلجوقی، پیامدهایی به همراه داشت، از جمله باعث گسترش اسلام در آسیای کوچک و بروز جنگ‌های دویست ساله صلیبی میان مسلمانان و مسیحیان و همچنین باعث گسترش زبان ترکی در آسیای کوچک شد.
دیگر اینکه کوچ خاندان‌های ترک مسلمان (ترکمانان) از خاور ایران به آسیای کوچک آغاز شد و این خاندان‌ها به آرامی دولت‌های کوچک محلی در آنجا تشکیل دادند که برای بقا و گسترش خود، به جنگ با یکدیگر می‌پرداختند. یکی از مشهورترین این قبایل، قبیله ترکمن «قایی» بود که در نزدیکی آنقره (آنکارا) سکونت داشتند. کلمه قایی به معنی برف و باران شدید می‌باشد. رهبر این خاندان به نام عثمان خان در سال ۶۷۸ هجری خورشیدی (۶۹۹قمری/۱۳۰۰میلادی) حکومتی تأسیس کرد که به نام خودش عثمانی خوانده شد. از آن پس تا حدود ۱۵۰ سال بعد حکومت عثمانی بیشتر آناتولی را به تصرف درآورد.
در سال‌های نخست سده نهم هجری قمری، بایزید ایلدرم (صاعقه) سلطان عثمانی، از تیمور شکست خورد و اسیر شد. شکست عثمانی‌ها از تیمور بسیار گران تمام شد آنا تا نیم‌قرن از تصرف قسطنطنیه بازماندند. تیمور افراد بسیاری را از ترکیه اسیر کرد تا به مناطق دیگر ببرد، ولی به درخواست خواجه علی سیاهپوش (نوه شیخ صفی و جد شاهان صفوی) آنان را رها کرد و بدین ترتیب این افراد ناحیه شیعه‌نشین بزرگی را در کشور عثمانی به وجود آوردند و بسیاری از آنان در زمان شاه اسماعیل یکم صفوی به ایران آمدند و جزئی از قزلباش‌ها شدند.

### اقتدار
در سال ۸۳۲ ه‍. خ (۱۴۵۳میلادی)، سلطان محمد فاتح توانست به زندگی هزار ساله امپراتوری بیزانس (روم شرقی) پایان دهد. فتح درخشان او، تسخیر قسطنطنیه (کنستانتین) پایتخت بیزانس بود، که از آن پس استانبول (اسلامبول) نامیده شد. این فتح سرآغاز تحولات متعددی در تاریخ جهان گردید و مبدأ قرون جدید در تاریخ اروپا شناخته شد.
کسی که حکومت عثمانی را به امپراتوری تبدیل کرد، سلطان سلیم یکم ملقب به یاووز (مهیب) بود. وی در اوایل سده نهم هجری قمری به پادشاهی رسید. او در طول پادشاهی ۹ ساله خود شام، آذربایجان، مصر، دیاربکر، غرب کردستان، عراق، حجاز (غرب عربستان)، و بخش‌هایی از بالکان (در جنوب شرق اروپا) را به تصرف درآورد و خود را خلیفه مسلمانان نامید. همچنین او کتاب‌های بسیاری را از مناطق متصرف شده بدست آورد، که اکنون زینت بخش کتابخانه‌های ترکیه‌است. سلطان سلیم یکم در سال ۸۹۳ ه‍.خ (۹۲۰ق. /۱۵۱۴م) شاه اسماعیل یکم را در جنگ چالدران شکست داد.
اوج قدرت عثمانی در زمان سلطان سلیمان یکم (قانونی/باشکوه) پسر سلطان سلیم رخ داد. او مناطق بیشتری را به تصرف درآورد و حتی به محاصره وین پرداخت. او در یکی از جنگ‌هایش با شاه تهماسب صفوی، تا سلطانیه زنجان پیش‌آمد. پس از او امپراتوری عثمانی رو به انحطاط گذاشت.

### انحطاط
سده یازدهم هجری خورشیدی (۱۷ میلادی) سرآغاز انحطاط حکومت عثمانی است. اصلی‌ترین عوامل درونی انحطاط امپراتوری عثمانی این موارد هستند:
1. بی کفایتی و فساد پادشاهان عثمانی.
2. سیستم کهنه و ناکارآمد حکومت عثمانی، که مانع از هرگونه اصلاحاتی می‌شد.
3. توقف فتوحات که باعث بیکاری ارتش بزرگ عثمانی شده بود.
4. جنگ‌های فراوان با ایران، به ویژه در زمان نادرشاه افشار، که باعث تحلیل امکانات و نیروی انسانی هردو طرف می‌شد.

## جمهوری ترکیه

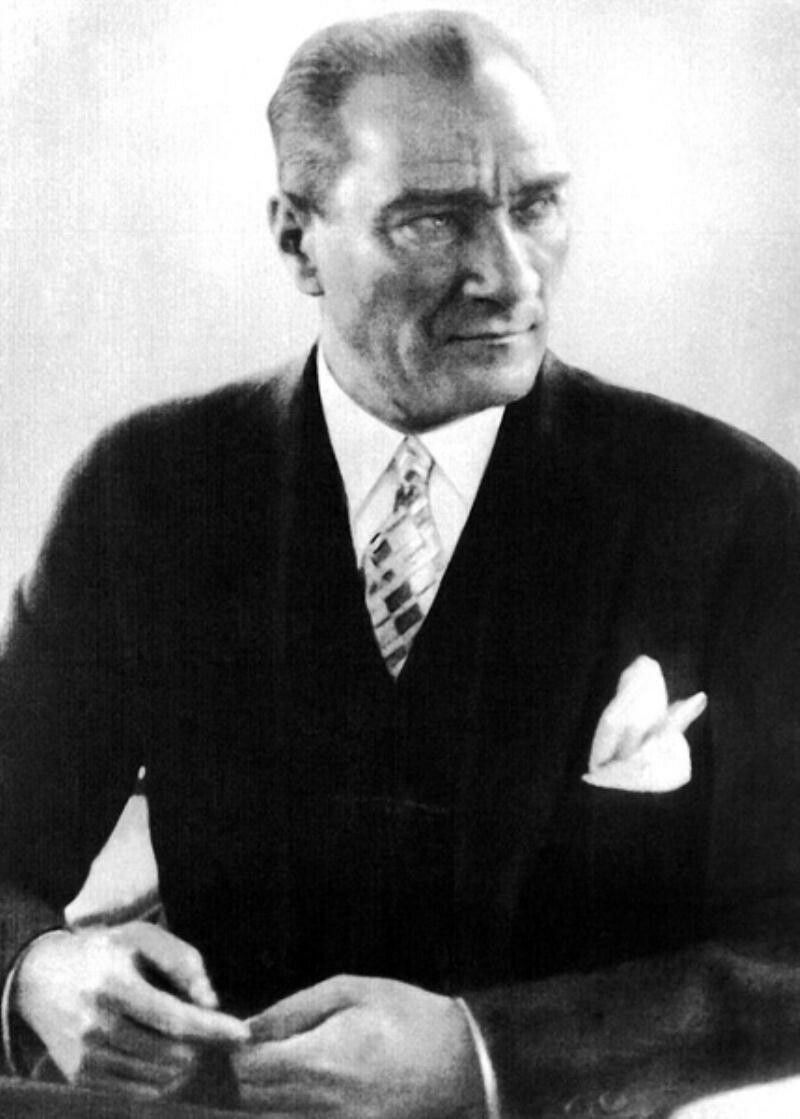
آتاترک، بنیانگذار جمهوری ترکیه

امپراتوری عثمانی در جنگ اول جهانی مورد تهاجم بریتانیا و متحدانش از جمله یونان که همسایه ترکیه بود واقع شد و از هم پاشید. مصطفی کمال پاشا به دلیل سازماندهی مقاومت ملی علیه دول خارجی قهرمان ملی ترکیه گردید و توانست جمهوری ترکیه را در سال ۱۳۰۲ (۱۹۲۳) بر پایه اصل جدایی دین از سیاست بنا کند و ملقب به آتاترک شد. وی خط لاتین را در عرض سه ماه برای نوشتن زبان ترکی مرسوم کرد و اقدامات بسیاری را برای صنعتی و غربی شدن ترکیه انجام داد و دوره نوینی را در ترکیه به وجود آورد.
بعد از یک دوران تک‌حزبی در سال ۱۳۲۹ (۱۹۵۰) حزب دمکرات از گروه سیاسی مخالف قدرت را بدست گرفت و به تعداد احزاب اضافه شد ولی آزادی سیاسی با دوره‌هایی از کودتاهای نظامیان در سال‌های ۱۳۳۹، ۱۳۵۰ و ۱۳۵۹ شکسته شد. در سال ۱۳۵۳ ترکیه با دخالت نظامی خود علیه کودتای یونانیان در قبرس مانع از الحاق قبرس به یونان شد.
در سال ۱۳۷۶ باز نیروهای نظامی دولتی را که با برنامه‌های اسلامی روی کار آمده بود، ساقط کرد. از سال ۱۳۶۳ (۱۹۸۴) تاکنون حزب کارگران کردستان و حکومت ترکیه درگیری‌های نظامی بسیاری داشته‌اند که باعث مرگ بیش از ۳۰ هزار تن گردیده‌است. ترکیه در سال ۱۳۲۵ به عضویت سازمان ملل درآمد و در سال ۱۳۳۱ به ناتو پیوست. ترکیه عضو جنبی جامعه اروپا است و اکنون با اجرای اصلاحاتی سعی در تحکیم و تقویت مردمسالاری و اقتصاد خود را دارد تا بتواند مذاکرات برای عضویت در اتحادیه اروپا را آغاز نماید.